# Jorge Alves
Jorge Alves, född 30 januari 1979, är en amerikansk före detta ishockeymålvakt som spelade 7,6 sekunder i en NHL-match för Carolina Hurricanes när de mötte Tampa Bay Lightning på bortaplan i Amalie Arena i Tampa, Florida i USA den 31 december 2016. Han fick hoppa in som en akut backup till Cam Ward efter att Eddie Läck blev tvungen att tacka nej efter att ha blivit sjuk tidigare under dagen. Ingen av reservmålvakterna Daniel Altshuller eller Michael Leighton kunde komma på så kort varsel på grund av att Hurricanes primära farmarlag Charlotte Checkers (AHL) var i Kanada och spelade mot Manitoba Moose. När det återstod 7,6 sekunder av tredje perioden fick Alves byta med Ward och vid 37 års ålder blev han den äldsta spelaren som gjort NHL-debut och den med kortast NHL-karriär. Han är sedan 2003 anställd av Hurricanes som en av deras materialförvaltare.
Mellan 2002 och 2007 spelade Alves för NC State Wolfpack i National Collegiate Athletic Association (NCAA); Asheville Aces i Southern Professional Hockey League (SPHL) samt Greenville Grrrowl, South Carolina Stingrays, Charlotte Checkers och Pensacola Ice Pilots i ECHL.
Han blev aldrig NHL-draftad.

## Statistik
M = Matcher, V = Vinster, F = Förluster, O = Oavgjorda, ÖF = Förluster på övertid eller straffar, MIN = Spelade minuter, IM = Insläppta Mål, N = Hållit nollan, GAA = Genomsnitt insläppta mål per match, R% = Räddningsprocent
| Säsong     | Lag                      | Liga        | M                  | V                  | F                  | O                  | ÖF                 | MIN                | IM                 | N                  | GAA                | R%                 |        |
| ---------- | ------------------------ | ----------- | ------------------ | ------------------ | ------------------ | ------------------ | ------------------ | ------------------ | ------------------ | ------------------ | ------------------ | ------------------ | ------ |
| 2002–2003  | NC State Wolfpack        | NCAA        | Statistik ej känd. | Statistik ej känd. | Statistik ej känd. | Statistik ej känd. | Statistik ej känd. | Statistik ej känd. | Statistik ej känd. | Statistik ej känd. | Statistik ej känd. | Statistik ej känd. | [ 11 ] |
| 2003–2004  | NC State Wolfpack        | NCAA        | Statistik ej känd. | Statistik ej känd. | Statistik ej känd. | Statistik ej känd. | Statistik ej känd. | Statistik ej känd. | Statistik ej känd. | Statistik ej känd. | Statistik ej känd. | Statistik ej känd. | [ 11 ] |
| 2004–2005  | Asheville Aces           | SPHL        | 2                  | 0                  | 1                  | 0                  | —                  | 49                 | 8                  | 0                  | 9.75               | .680               | [ 14 ] |
| 2005–2006  | Greenville Grrrowl       | ECHL        | 1                  | —                  | —                  | —                  | —                  | 29                 | 1                  | 0                  | 2.08               | .875               | [ 14 ] |
|            | South Carolina Stingrays | ECHL        | 1                  | —                  | —                  | —                  | —                  | 4                  | 0                  | 0                  | 0.00               | 1.000              | [ 14 ] |
| 2006–2007  | South Carolina Stingrays | ECHL        | 1                  | —                  | —                  | —                  | —                  | —                  | —                  | —                  | —                  | —                  | [ 14 ] |
|            | Charlotte Checkers       | ECHL        | 2                  | —                  | —                  | —                  | —                  | —                  | —                  | —                  | —                  | —                  | [ 14 ] |
|            | Pensacola Ice Pilots     | ECHL        | 2                  | —                  | —                  | —                  | —                  | 25                 | 5                  | 0                  | 11.90              | .722               | [ 14 ] |
| 2007–2016  | Spelade ej.              | Spelade ej. | Spelade ej.        | Spelade ej.        | Spelade ej.        | Spelade ej.        | Spelade ej.        | Spelade ej.        | Spelade ej.        | Spelade ej.        | Spelade ej.        | Spelade ej.        |        |
| 2016–2017  | Carolina Hurricanes      | NHL         | 1                  | —                  | —                  | —                  | —                  | 1                  | 0                  | 0                  | 0.00               | 1.000              | [ 14 ] |
| NHL totalt | NHL totalt               | NHL totalt  | 1                  | —                  | —                  | —                  | —                  | 1                  | 0                  | 0                  | 0.00               | 1.000              |        |